# Fuerte de Txoritokieta
El Fuerte de Txoritokieta es una fortificación levantada en el monte de la misma denominación, situado entre los términos municipales de Rentería y de Astigarraga (Guipúzcoa, España). Diseñada por el ingeniero militar Luis Nieva, fue inaugurada en 1890 formando parte inicialmente del Campo Atrincherado de Oyarzun y posteriormente de la Posición Barrera de Oyarzun.

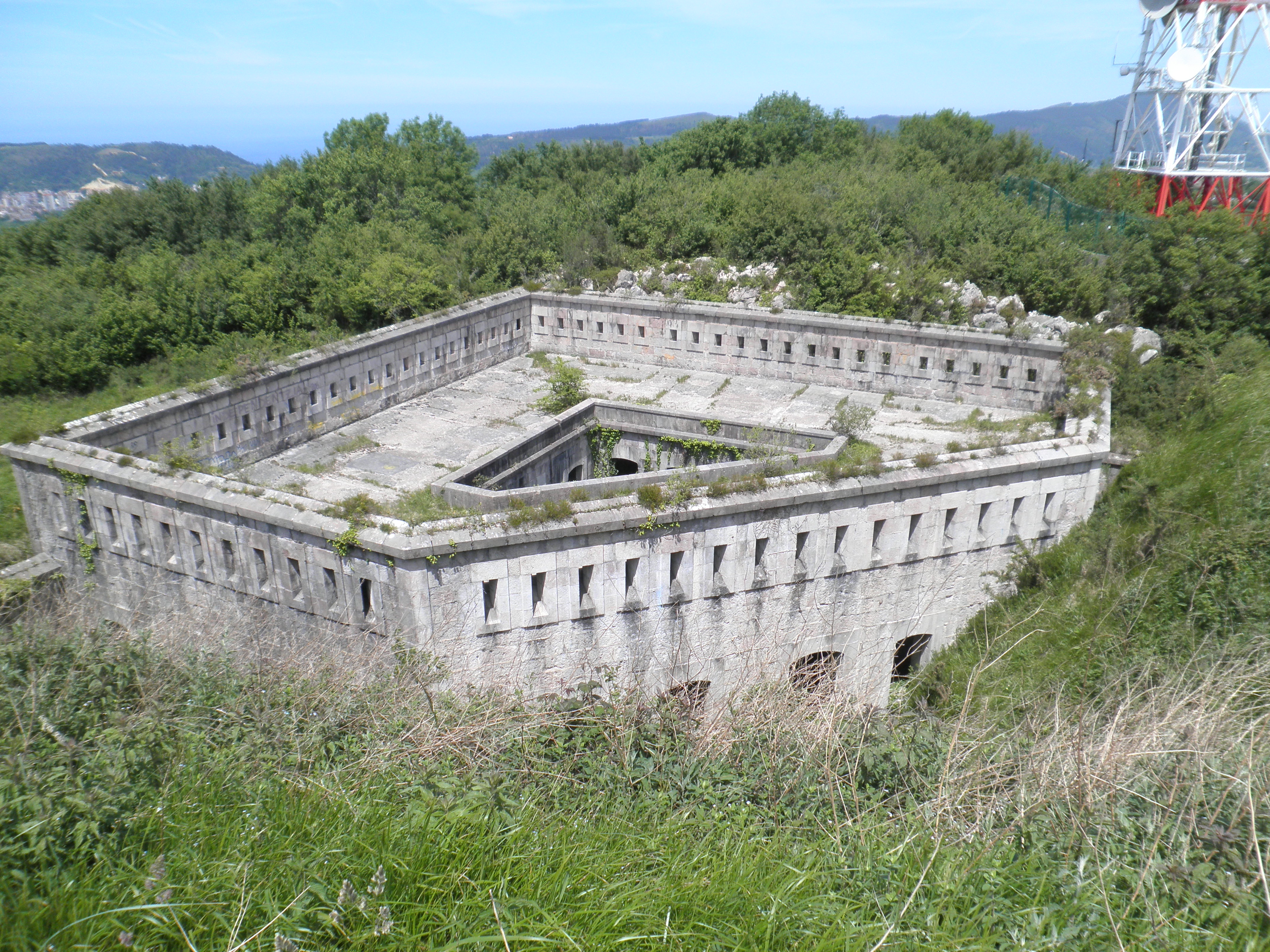
Cuartel aspillerado del fuerte de Txoritokieta.

Pertenece a la tipología de fuerte poligonal, disponiendo de dos baterías a barbeta con dos asentamientos para piezas de artillería cada una de ellas y una tercera batería, también a barbeta, con tres asentamientos. Las baterías están separadas por varios traveses que conforman un cuerpo aproximadamente cruciforme, bajo el que se encuentra el cuerpo de guardia, almacenes de munición, repuestos de proyectiles y abrigos para el personal. A su lado dispone de un cuartel de planta pentagonal dotado de un patio central, bajo el que se encuentra el aljibe. Parte de la fachada de la planta principal conforma la escarpa del foso, estando aspillerada. La cubierta es plana, formándose hacia el exterior un parapeto para fusilería que circunda la totalidad del edificio. El cuartel se presenta rehundido con relación al resto del fuerte. El conjunto descrito está rodeado por un foso que forma un polígono irregular de nueve lados, defendido, en parte, por las aspilleras del cuartel y por una única batería de flanqueo de fusilería. La entrada principal disponía de un puente levadizo de tipo báscula, actualmente desaparecido. La guarnición asignada al fuerte era de 60 efectivos en tiempo de guerra y 20 en tiempos de paz, siendo armado inicialmente con 6 cañones de hierro entubado "Ordóñez" de 15 cm, mod. 1885, sobre marco alto. Este primer artillado fue sustituido en el año 1896 por 4 cañones de bronce de 12 cm y 2 obuses de bronce de 15 cm, para lo que fue necesario modificar los parapetos. No obstante, fue desartillado a los pocos años, quedando el fuerte casi sin uso y dependiente del cercano fuerte de San Marcos del que recibió durante algún tiempo un destacamento formado por un cabo y cuatro soldados. El fuerte fue adquirido por el Ayuntamiento de Rentería, junto con el de San Marcos, en el año 1992.
En las proximidades del fuerte fue construida una batería auxiliar formada por un parapeto bajo a barbeta para artillería de campaña, dotada de abrigos-trinchera, así como de un cuerpo de guardia y un depósito de munición, blindado con bóvedas de hormigón y revestido de tierra, en cuyo interior guarda un depósito de pólvora y otro de proyectiles.

## Estado actual
Actualmente las edificaciones se encuentran en estado de abandono, sin ningún tipo de mantenimiento. 

La entrada principal consistía de una plancha metálica sobre el foso, sin ningún tipo de barandilla ni elementos de seguridad. Esta fue retirada por el ayuntamiento en el año 2024 impidiendo así el acceso al fuerte 

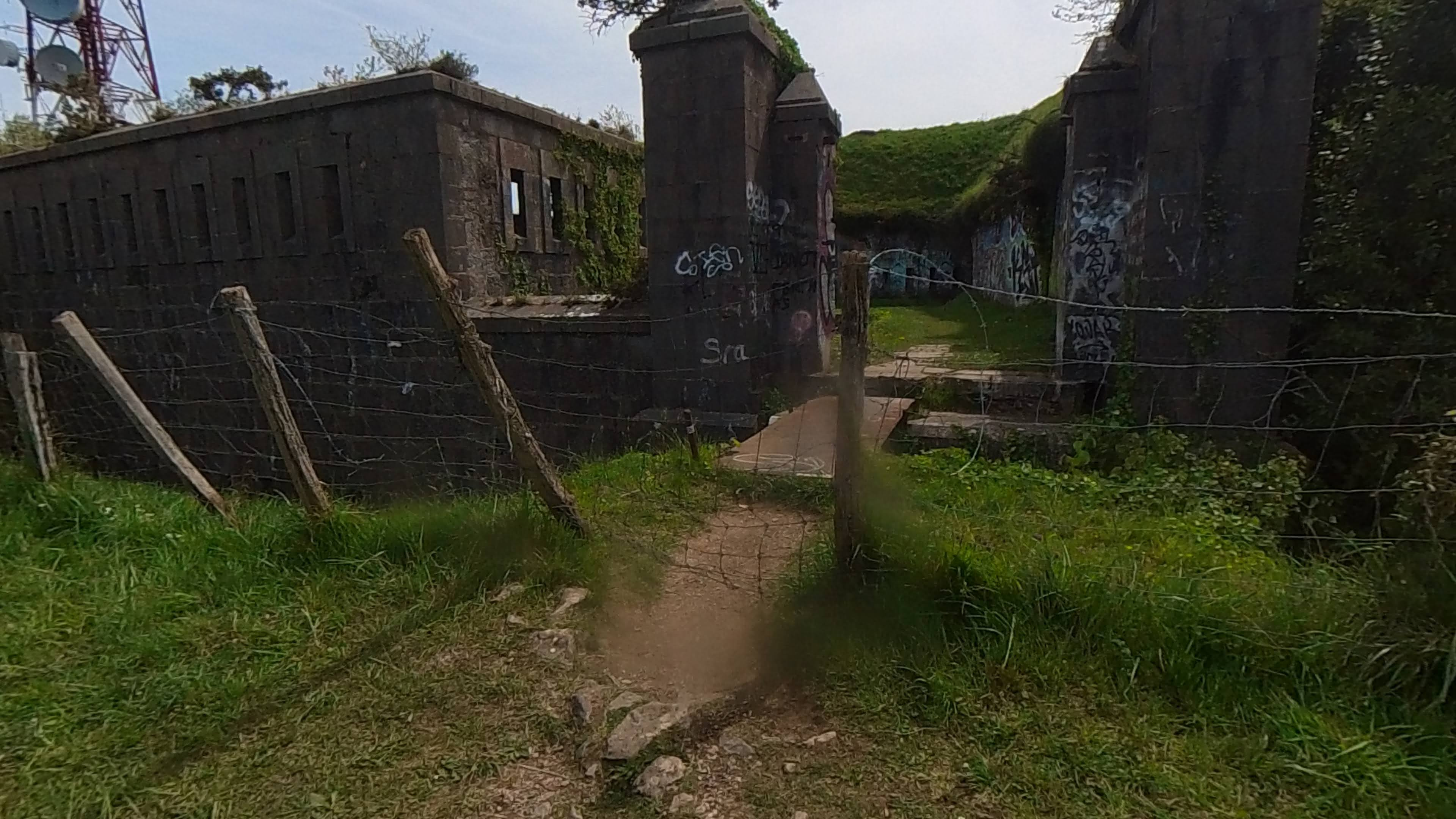

La valla de entrada se encuentra ahora mismo cerrada con alambre de espino.
Actualmente está cerrado al público.